# Неман
Неман (рус. Неман) град је у Русији у Калињинградској области.

## Становништво
| 1939.  | 1959. | 1970.  | 1979.  | 1989.  | 2002.  | 2010. |
| ------ | ----- | ------ | ------ | ------ | ------ | ----- |
| 10.061 | 9.459 | 11.613 | 12.492 | 13.821 | 12.714 | 1.178 |

## Градови побратими
- Јурбаркас
- Лида
- Оструда
- Прец